# Die Gezeichneten
Les Stigmatisés
Personnages
- Le duc Antoniotto Adorno - basse
- Le comte Andrea Vitelozzo Tamare - baryton
- Lodovico Nardi, podestà de Gênes - ténor
- Carlotta Nardi, sa fille - soprano
- Alviano Salvago, riche négociant de Gênes - ténor
- Guidobald Usodimare - ténor
- Menaldo Digroni - ténor
- Michelotto Cibo – baryton
- Gosalvo Fieschi – baryton
- Julian Pinelli – baryton
- Paolo Calvi – basse
- Martuccia – alto
- Pietro - ténor

Die Gezeichneten (Les Stigmatisés) est un opéra allemand de Franz Schreker, créé le 25 avril 1918 à Francfort. 

## Argument
L'action a lieu au XVIe siècle dans une  Gênes mythifiée.

### Acte I
Alviano, homme aussi riche que laid, a usé de ses immenses moyens pour bâtir une cité d'une extrême beauté, utopique, sur une île voisine : l'Élysée. Toutefois, les nobles génois, menés par Vitelozzo Tamare, se servent de l'île comme d'un bordel à ciel ouvert. Ils y amènent périodiquement des jeunes bourgeoises enlevées à leur famille et organisent de véritables orgies. Alviano ne sait rien de ces détournements. Troublé par sa laideur, il se refuse à pénétrer dans sa cité utopique. Il s'apprête même à la céder à l'État génois, ce qui inquiète la noblesse. Reprenant en main ce territoire abandonné, les autorités risquent de mettre un terme à leurs jeux érotiques. 
Alviano organise une fête dans son palais. Il s'entretient à cette occasion avec le Podestat de Gênes qui s'inquiète de la multiplication des rapts sexuels. Parallèlement, Tamare tente de séduire la fille du Podestat, la peintre Carlotta Nardi. Celle-ci se refuse à lui. Mécontent, Tamare quitte l'assistance. Restée seule, Carlotta se tourne vers Alviano. Elle lui propose de poser pour elle. Alviano redoute une mauvaise plaisanterie. Elle le rassure sur ses intentions. Elle l'a surpris un jour, admirant l'aurore. Le reflet du soleil illuminait à ce point son visage qu'elle a cru y déceler la beauté de son âme derrière la laideur de son corps. Décontenancé, Alviano promet de se rendre à son atelier.

### Acte II
L'acte II présente une action assez restreinte: Carlotta peignant Alviano. 

### Acte III

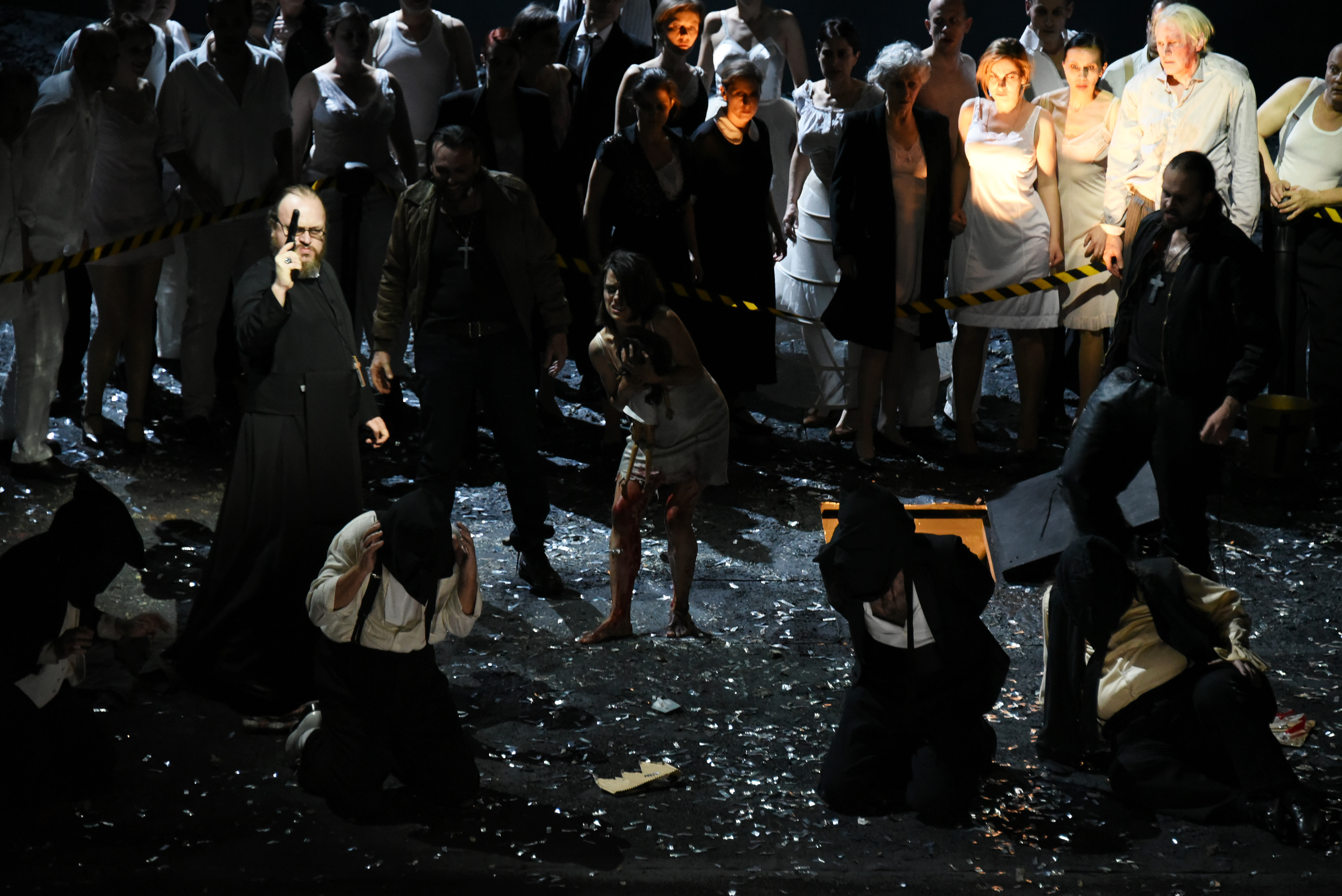
Opéra national de Lyon, 2015

C'est à l'acte III que l'action se précipite : Tamare parvient à séduire Carlotta, et l'emmène sur l'île où se déroulent de brûlantes orgies (Welche nacht). Les nobles génois sont alors surpris par la police et Tamare est tué par Alviano. Mais il est trop tard : Carlotta, entièrement pervertie, ne discerne plus que la beauté physique : elle repousse publiquement Alviano, et s'installe auprès du corps de Tamare pour mourir à ses côtés. En conséquence, Alviano perd la raison (silence soudain de l'orchestre).

## Contexte
Cet opéra découle d'une commande d'Alexander von Zemlinsky à Schreker : Zemlinsky souhaitant pour des motifs personnels un livret sur la tragédie d'un homme laid. Pour ce faire, Schreker s'inspira de la nouvelle d'Oscar Wilde, L'Anniversaire de l'Infante, qui lui avait déjà inspiré une suite chorégraphique, composée en 1908. Cependant Schreker qui est de plus en plus enthousiasmé par son livret, décide de composer l'opéra seul. À défaut, Zemlinsky a dû se rabattre sur Der Zwerg.